# Basílica de Nuestra Señora del Rosario (Tucumán)
La iglesia Santo Domingo (Basílica Ntra Sra del Rosario) es una iglesia de Argentina que empezó a construirse en la ciudad de Tucumán en el año 1863 y luego en el año 1883. Debido a la expulsión de los Jesuitas que se dio en el siglo XVIII, la ciudad se vio afectada por una gran necesidad de sacerdotes y es por eso que realizaron algunos cambios para traer a los dominicos desde Lules. Luego fue convertida en basílica por Pio XII, en 1941. Una de las imágenes más venerada en la basílica, es la imagen de la Virgen del Rosario.

## Historia
En el año 1785 los dominicos llegaron al centro de Tucumán. En 1863 empezaron a realizar la magnífica obra, construidos por los hermanos Cánepa, que fueron los autores de la construcción de la iglesia dominica en Córdoba. Y a lo largo de los años se fueron agregando diferentes partes en esta iglesia y aproximadamente llegó a finalizar en 1905.
Todo este cambio surgió por la expulsión de los jesuitas y al ver la gran necesidad que había en el pueblo tucumano, llamaron a esta congregación desde Lules para que puedan tratar de cubrir las necesidades de las personas y sellar el gran vacío que había por la expulsión. Pero antes que vinieran los dominicos había ya una iglesia, muy precaria, que los cuidaban los franciscanos y por tratado, tuvieron que dejarle parte de ese manzana a los dominicos y ellos debían ir a la ex escuela de los jesuitas en Lules.
Cabe aclarar que Belgrano quiso que esta Iglesia fuera la sede hasta que se terminara de construir la iglesia de La Merced.

## Virgen del Rosario
Dentro de la Basílica, se puede ver la imagen de la Virgen del rosario que se lo trajo desde el Ibatin (antigua capital de Tucumán), y es la venerada desde esa basílica y tiene en ella un gran peso histórico custodiada a través de un vidrio dentro de la Iglesia.

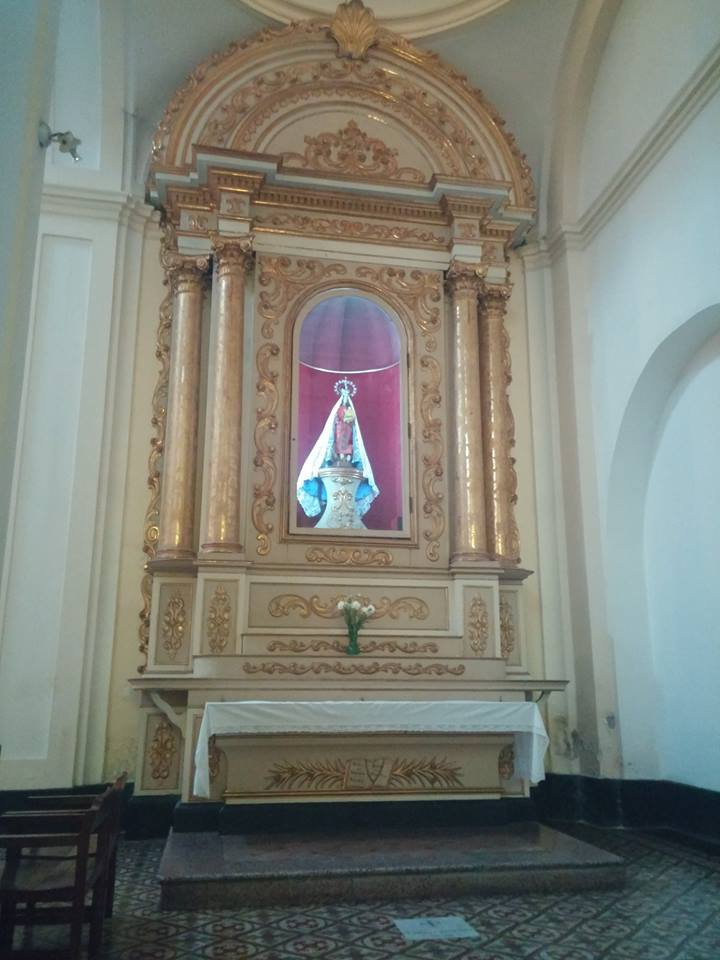
se lo trajo de la antigua capital de Tucumán

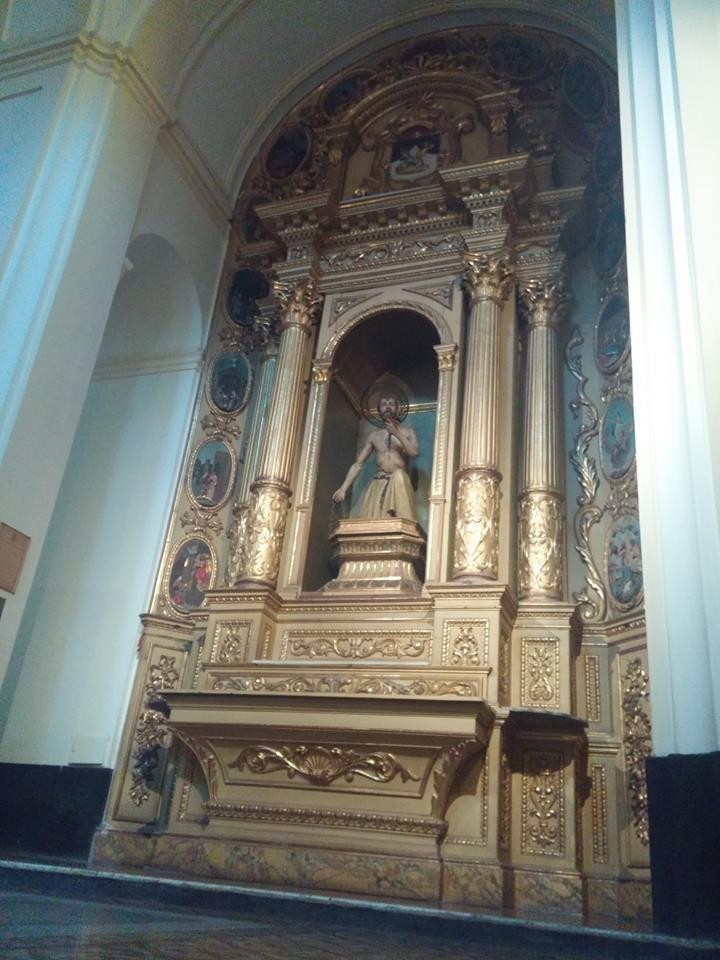
Santo Domingo penitente con un retablo antiguo

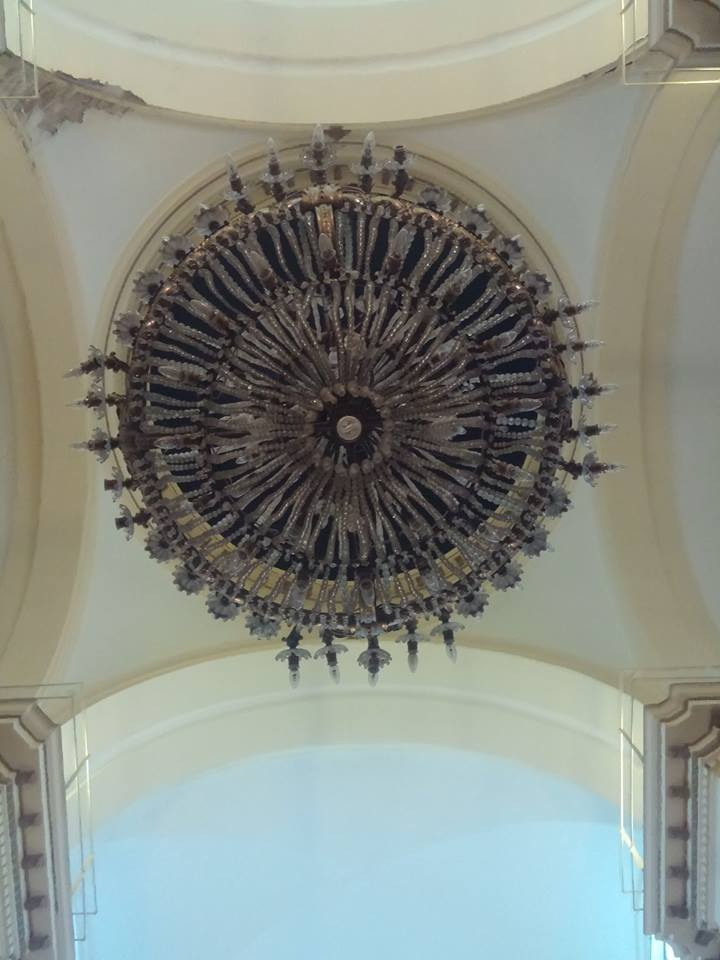
se la trajo desde Paris